# Jan Klán (letec)
Jan Klán (22. ledna 1911 Německý Brod, dnes Havlíčkův Brod – 10. prosince 1986 Tucson, Arizona, USA) byl československý vojenský pilot, bojovník proti nacismu v řadách francouzského letectva, RAF a 1. československé smíšené letecké divize v SSSR. Během bitvy o Francii participoval na sestřelech pěti letadel Luftwaffe jistě a dalších tří pravděpodobně. Po komunistickém převratu v roce 1948 byl postaven mimo službu a z obav před hrozící perzekucí odešel s rodinou do exilu, v němž přijal nové jméno John Kent.
Byl nositelem dvou Čs. válečných křížů, Čs. medaile Za chrabrost, Čs. medaile Za zásluhy, Řádu SNP I. třídy, francouzského Croix de Guerre s dvěma palmami a dvěma stříbrnými hvězdami, řádu Čestné legie a rumunského řádu Corona Romana.